# Christian Gammelgaard
 (avril 2025).
Christian Gammelgaard, né le 10 mars 2003 à Vejle au Danemark, est un footballeur danois qui évolue au poste d'ailier droit au Vejle BK.

## Biographie

### En club
Né à Vejle au Danemark, Christian Gammelgaard est formé par le club local du Vejle BK. Il joue son premier match en professionnel avec ce club, le 22 octobre 2021, lors d'une rencontre de Superligaen, face au FC Nordsjælland. Il entre en jeu et son équipe s'impose par deux buts à zéro.
Le 31 janvier 2024, Christian Gammelgaard est prêté au FC Fredericia jusqu'à la fin de la saison.

### En sélection
Christian Gammelgaard représente l'équipe du Danemark des moins de 19 ans, jouant un match avec cette sélection en 2022.

## Palmarès
Vejle BK
- Championnat du Danemark de deuxième division (1) :
  - Champion : 2022-2023.